# Kertomulyo (Brangsong)
Kertomulyo is een bestuurslaag in het regentschap Kendal van de provincie Midden-Java, Indonesië. Kertomulyo telt 4316 inwoners (volkstelling 2010).